# Ibsley
Ibsley – wieś w Anglii, w hrabstwie Hampshire. Leży 35 km na południowy zachód od miasta Winchester i 136 km na południowy zachód od Londynu.